# William L. Hungate
William Leonard Hungate (ur. 14 grudnia 1922 w Benton, zm. 22 czerwca 2007 w Chesterfield) – amerykański polityk, członek Partii Demokratycznej.

## Działalność polityczna
W okresie od 3 listopada 1964 do 3 stycznia 1977 przez sześć kadencji i 60 dni był przedstawicielem 9. okręgu wyborczego w stanie Missouri w Izbie Reprezentantów Stanów Zjednoczonych.